# Савинац (Висибаба)
Савинац је археолошки локалитет који се налази у месту Висибаба, на ужем простору Варошишта, североисточно од локалитета на којем су констатовани резиденцијални објекти, у општини Пожега. Одвојен је савременим путем од локалитета Болница са којим чини део великог античког насеља на овом простору. Локалитет је уписан је у централни регистар 1983. године. Датује се у крај 2. и почетак 3. века. Сондажна ископавања обављена су 1982. године.
На локалитету су откривени темељи римске грађевине зидане каменим блоковима. На северозападној страни откривени су делови саркофага.